# China Crisis
China Crisis ist eine englische Pop-Rock-Band aus Kirkby, Merseyside, die 1979 gegründet wurde und in den 1980er Jahren einige Hits in die britischen Charts brachte. Ihr bekanntestes Lied ist wohl Wishful Thinking, das als Single bis auf Platz 9 kam. China Crisis war eine der ersten Formationen im Bereich der damals noch neuen elektronischen Musik. Ihr Stil war romantischer Pop-Rock des New Wave, beeinflusst aus unterschiedlichen Richtungen wie Jazz, Progrock und speziell von der amerikanischen Band Steely Dan.

## Bandgeschichte
1979 gründeten Eddie Lundon (* 9. Juni 1962; Gitarre, Gesang) und Gary Daly (* 10. Mai 1962; Keyboard, Gesang), zwei Teenager aus Kirkby, die Band. 1981 nahmen sie die Single African and White auf, die auf dem Independent-Label Inevitable veröffentlicht wurde. Zu den beiden Gründern gesellten sich zu dieser Zeit der Bassist Gazza Johnson, der Schlagzeuger Gary O’Toole und als zweiter Keyboarder Robert Lythgoe. Im Frühjahr 1982 erhielt die Band einen Vertrag bei Virgin Records. Im Juli erschien ein Remix von African and White bei Inevitable, der im August 1982 in die Top 50 einstieg.
Im November des Jahres kam das Debütalbum ebenfalls in die Charts; die Auskopplung Christian stieg bis auf Platz 12 in der Single-Hitparade. Nach einer Umbesetzung (Kevin Wilkinson ersetzte O’Toole, Bryan McNeill kam für Lythgoe) folgten 1983 weitere Top-50-Singles und das Top-20-Album Working with Fire and Steel. Darauf befindet sich auch der größte Hit der Band, Wishful Thinking.
1985 nahm China Crisis mit Gästen – darunter als Produzent Steely Dans Walter Becker (an Synthesizer und als Percussionist) sowie Nick Magnus (Keyboard), Tim Renwick (Gitarre) und Steve Gregory (Saxofon) – weitere Singles und die LP Flaunt the Imperfection auf, die bis auf Platz 9 der UK-Albumcharts stieg. Nach weiteren Singles und LPs, die in die unteren Regionen der Hitparade vorstießen, löste sich China Crisis 1990 auf. Erst vier Jahre später nahmen Daly und Lundon unter dem Bandnamen wieder eine Single auf; ein Jahr später folgte das Livealbum Acoustically Yours mit Neuaufnahmen von Hits und einigen neuen Songs.
Wilkinson starb 1999 durch Suizid. Gary Daly gründete die Band Muddyhead. Im Jahre 2007 tourten China Crisis als Vorband von OMD.
Am 3. Juni 2015 erschien Autumn in the Neighbourhood, das erste neue Studioalbum seit über 20 Jahren, beim Label Pledge. Dazu gibt es eine Tournee mit Schwerpunkt Vereinigtes Königreich, USA und Kanada.

## Diskografie

### Studioalben
| Jahr | Titel                                                                         | Höchstplatzierung, Gesamtwochen, AuszeichnungChartplatzierungen (Jahr, Titel, Platzierungen, Wochen, Auszeichnungen, Anmerkungen) | Höchstplatzierung, Gesamtwochen, AuszeichnungChartplatzierungen (Jahr, Titel, Platzierungen, Wochen, Auszeichnungen, Anmerkungen) | Höchstplatzierung, Gesamtwochen, AuszeichnungChartplatzierungen (Jahr, Titel, Platzierungen, Wochen, Auszeichnungen, Anmerkungen) | Anmerkungen |
| Jahr | Titel                                                                         | DE | UK | US | Anmerkungen |
| ---- | ----------------------------------------------------------------------------- | --- | --- | --- | --- |
| 1982 | Difficult Shapes and Passive Rhythms: Some People Think It’s Fun to Entertain | — | UK21 Silber · (17 Wo.)UK | — | Erstveröffentlichung: November 1982 Produzenten: Steve Levine, Peter Walsh, Jeremy Lewis, Gil Norton, China Crisis |
| 1983 | Working with Fire and Steel: Possible Pop Songs Volume Two                    | DE36 (11 Wo.)DE | UK20 Gold · (16 Wo.)UK | — | Erstveröffentlichung: Oktober 1983 Produzent: Mike Howlett                                                         |
| 1985 | Flaunt the Imperfection                                                       | — | UK9 Gold · (22 Wo.)UK | US171 (4 Wo.)US | Erstveröffentlichung: April 1985 Produzent: Walter Becker                                                          |
| 1986 | What Price Paradise                                                           | — | UK63 (6 Wo.)UK | US114 (12 Wo.)US | Erstveröffentlichung: November 1986 Produzenten: Clive Langer, Alan Winstanley                                     |
| 1989 | Diary of a Hollow Horse                                                       | — | UK58 (2 Wo.)UK | — | Erstveröffentlichung: Mai 1989 Produzenten: China Crisis, Mike Thorne, Walter Becker                               |
| 2015 | Autumn in the Neighbourhood                                                   | — | — | — | Erstveröffentlichung: 3 June 2015                                                                                  |

Weitere Studioalben
- 1994: Warped by Success

### Livealben
- 1984: B. B. C. Rock Hour #517 (Splitalbum mit Wang Chung; Gastgeber: Richard Skinner)
- 1984: In Concert-326 (Aufnahme: Reading University)
- 1995: Acoustically Yours
- 2002: Scrap Book Vol. 1: Live at the Dominion Theatre
- 2007: Singing the Praises of Finer Things
- 2014: China Greatness Live

### Kompilationen
| Jahr | Titel                                     | Höchstplatzierung, Gesamtwochen, AuszeichnungChartplatzierungen (Jahr, Titel, Platzierungen, Wochen, Auszeichnungen, Anmerkungen) | Höchstplatzierung, Gesamtwochen, AuszeichnungChartplatzierungen (Jahr, Titel, Platzierungen, Wochen, Auszeichnungen, Anmerkungen) | Höchstplatzierung, Gesamtwochen, AuszeichnungChartplatzierungen (Jahr, Titel, Platzierungen, Wochen, Auszeichnungen, Anmerkungen) | Anmerkungen                                                                                                  |
| Jahr | Titel                                     | DE | UK | US | Anmerkungen                                                                                                  |
| ---- | ----------------------------------------- | --- | --- | --- | --- |
| 1990 | Collection: The Very Best of China Crisis | — | UK32 (4 Wo.)UK | — | Erstveröffentlichung: September 1990 Produzenten: Clive Langer, Alan Winstanley, Mike Howlett, Walter Becker |

Weitere Kompilationen
- 1992: Diary: A Collection
- 1997: Wishful Thinking (2 CDs: Acoustically Yours und Warped by Success)
- 1998: The Best of China Crisis
- 2001: China Crisis
- 2002: The Best Songs
- 2007: Fine and Rare China
- 2012: Ultimate Crisis (2 CDs)
- 2012: Greatest Hits (CD + DVD)
- 2014: Wishful Thinking: The Very Best Of

### Singles
| Jahr | Titel Album                                                            | Höchstplatzierung, Gesamtwochen, AuszeichnungChartplatzierungen (Jahr, Titel, Album, Platzierungen, Wochen, Auszeichnungen, Anmerkungen) | Höchstplatzierung, Gesamtwochen, AuszeichnungChartplatzierungen (Jahr, Titel, Album, Platzierungen, Wochen, Auszeichnungen, Anmerkungen) | Anmerkungen                            |
| Jahr | Titel Album                                                            | DE | UK | Anmerkungen                            |
| ---- | ---------------------------------------------------------------------- | --- | --- | -------------------------------------- |
| 1982 | African and White (Remixed Version) Difficult Shapes & Passive Rhythms | — | UK45 (5 Wo.)UK | Erstveröffentlichung: Juni 1982        |
| 1983 | Christian Difficult Shapes & Passive Rhythms                           | — | UK12 (11 Wo.)UK | Erstveröffentlichung: Januar 1983      |
| 1983 | Tragedy and Mystery Working with Fire and Steel                        | — | UK46 (6 Wo.)UK | Erstveröffentlichung: Mai 1983         |
| 1983 | Working with Fire and Steel                                            | — | UK48 (5 Wo.)UK | Erstveröffentlichung: September 1983   |
| 1984 | Wishful Thinking Working with Fire and Steel                           | DE16 (14 Wo.)DE | UK9 (8 Wo.)UK | Erstveröffentlichung: Januar 1984      |
| 1984 | Hanna Hanna Working with Fire and Steel                                | — | UK44 (3 Wo.)UK | Erstveröffentlichung: Februar 1984     |
| 1985 | Black Man Ray Flaunt the Imperfection                                  | — | UK14 (13 Wo.)UK | Erstveröffentlichung: März 1985        |
| 1985 | King in a Catholic Style (Wake Up) Flaunt the Imperfection             | — | UK19 (10 Wo.)UK | Erstveröffentlichung: Mai 1985         |
| 1985 | You Did Cut Me Flaunt the Imperfection                                 | — | UK54 (3 Wo.)UK | Erstveröffentlichung: August 1985      |
| 1985 | The Highest High Flaunt the Imperfection                               | — | UK82 (2 Wo.)UK | Erstveröffentlichung: November 1985    |
| 1986 | Arizona Sky What Price Paradise                                        | — | UK47 (6 Wo.)UK | Erstveröffentlichung: 24. Oktober 1986 |
| 1987 | Best Kept Secret What Price Paradise                                   | — | UK36 (5 Wo.)UK | Erstveröffentlichung: Januar 1987      |
| 1989 | Saint Saviour Square Diary of a Hollow Horse                           | — | UK81 (2 Wo.)UK | Erstveröffentlichung: April 1989       |
| 1989 | Red Letter Day Diary of a Hollow Horse                                 | — | UK84 (3 Wo.)UK | Erstveröffentlichung: Mai 1989         |
| 1994 | Every Day the Same Warped by Success                                   | — | UK90 (1 Wo.)UK | Erstveröffentlichung: August 1994      |

Weitere Singles
- 1981: African and White
- 1982: Scream Down at Me
- 1982: No More Blue Horizons (Fool Fool Fool)
- 1990: African and White (The Steve Proctor Remix)
- 2013: Everyone You Know

### Videoalben
- 1985: Showbiz Absurd
- 2003: Life in Liverpool
- 2004: Wishful Thinking
- 2007: Live in Concert at the Paul McCartney Auditorium Liverpool Institute of Performing Arts